# Gorée
Gorée (Île de Gorée) er en ø ud for Dakar ved Senegals kyst. Den er mest kendt for "Slavernes hus", den største omlastningsplads for mennesker under slavehandelen fra 1400- til 1800-tallet. Gorée var under først portugisisk, siden nederlandsk, britisk og fransk herredømme og bebyggelsen karakteriseres af de store kontraster mellem slavekvarteret og slavehandlernes elegante boliger.
1978 kom Gorée på UNESCOs verdensarvsliste.

## Ekstern henvisning
- Gorée på World Heritage Site Arkiveret 10. december 2004 hos  Wayback Machine

14°40′01″N 17°23′54″V / 14.666944444444°N 17.398333333333°V